# Маттіас Гайдеманн
Маттіас Гайдеманн (нім. Matthias Heidemann, 7 лютого 1912, Кельн — 30 листопада 1970) — німецький футболіст, що грав на позиції нападника, зокрема, за клуб «Вердер», а також національну збірну Німеччини.

## Клубна кар'єра
У футболі дебютував 1932 року виступами за команду «Боннер», в якій провів два сезони. 
1934 року перейшов до клубу «Вердер», за який відіграв 5 сезонів. Завершив професійну кар'єру футболіста виступами за команду «Вердер» у 1939 році.

## Виступи за збірну
1933 року дебютував в офіційних матчах у складі національної збірної Німеччини. Протягом кар'єри у національній команді провів у її формі 3 матчі.
У складі збірної був учасником чемпіонату світу 1934 року в Італії, де зіграв в переможному матчі за третє місце з Австрією (3-2).
Помер 30 листопада 1970 року на 59-му році життя.

## Титули і досягнення
- Бронзовий призер чемпіонату світу: 1934